# Сафонов, Владимир Георгиевич
Владимир Георгиевич Сафонов (7 октября 1935 — 3 июня 2020) — советский и российский учёный в области зоологии, экологии животных и охотоведения, член-корреспондент РАСХН (1999), член-корреспондент Российской академии наук (2014).

## Биография
Родился 7 октября 1935 года в г. Горький (Нижний Новгород). Окончил Московский государственный университет им. М. В. Ломоносова (1958).
- 1958—1967 младший, старший научный сотрудник лаборатории акклиматизации животных ВНИИ животного сырья и пушнины Центросоюза СССР (сейчас Всероссийский НИИ охотничьего хозяйства и звероводства РАСХН).
- 1967—1973 старший преподаватель, доцент, декан факультета охотоведения Кировского СХИ.
- с 1973 зам. директора по научной работе, директор (1980—2005), с 2006 г. — главный научный сотрудник ФГБНУ «Всероссийский научно-исследовательский институт охотничьего хозяйства и звероводства им. Б. М. Житкова».

Доктор биологических наук (1995), профессор (1999), член-корреспондент РАСХН (1999), член-корреспондент РАН (2014).

## Награды, премии, другие отличия
Заслуженный работник охотничьего хозяйства Российской Федерации (1994). Награждён орденом «Знак Почёта» (1981), медалью ордена «За заслуги перед Отечеством» II степени (2006) и юбилейной медалью «За доблестный труд. В ознаменование 100-летия со дня рождения Владимира Ильича Ленина».

## Труды
Опубликовал более 200 научных трудов, в том числе 7 монографий.
Книги:
- Биология и хозяйственное использование бобра / соавт. В. В. Дежкин. — М.: Экономика, 1966. — 91 с.
- Акклиматизация охотничье-промысловых зверей и птиц в СССР. Ч. 1. — Киров, Волго-Вят. кн. изд-во. Киров. отд-ние, 1973. — 536 с.
- Бобр / соавт.: В. В. Дежкин, Ю. В. Дьяков. — М.: Агропромиздат, 1986. — 256 с.
- Управление популяциями охотничьих животных / соавт.: Н. Н. Граков и др.; Всерос. НИИ охотничьего хоз-ва и звероводства им. Б. М. Житкова. — Киров, 1999. — 212 с.
- Современное состояние недревесных растительных ресурсов России / соавт.: Н. И. Барышникова и др.; Всерос. НИИ охотничьего хоз-ва и звероводства им. Б. М. Житкова. — Киров, 2003. — 261 с.
- Проект модели экологического мониторинга и системы мероприятий, обеспечивающих производство экологически безопасной продукции охотничьего хозяйства, отвечающей требованиям мировых стандартов / соавт.: В. М. Глушков и др.; ГНУ Всерос. НИИ охотничьего хоз-ва и звероводства им. Б. М. Житкова. — Киров, 2010. — 51 с.